# Avioth
Avioth – miejscowość i gmina we Francji, w regionie Grand Est, w departamencie Moza.
Według danych na rok 1990 gminę zamieszkiwały 122 osoby, a gęstość zaludnienia wynosiła 19 osób/km² (wśród 2335 gmin Lotaryngii Avioth plasuje się na 923. miejscu pod względem liczby ludności, natomiast pod względem powierzchni na miejscu 884).